# Geico
Das US-Unternehmen Government Employees Insurance Company, bekannter unter dem Namen Geico, ist eine Autoversicherungsgesellschaft und ein 100%iges Tochterunternehmen der Berkshire Hathaway. 
2006 hatte Geico mehr als 7 Millionen Versicherungsnehmer, die insgesamt mehr als 10 Millionen Policen für PKWs, LKWs und andere motorisierte Fahrzeuge hielten. 
Geico ist im Allgemeinen ein Direktversicherer, der Verträge usw. direkt mit dem Versicherungsnehmer per Telefon oder Internet abschließt. 
Im Bereich der Autoversicherungen ist Geico der größte amerikanische Direktversicherer. Zudem unterhält das Unternehmen auch einige wenige Versicherungsagenturen, die meist in der Nähe von US-Kasernen angesiedelt sind, so auch in Deutschland.

## Geschichte
Geico wurde 1936 von Leo Goodwin und seiner Ehefrau Lillian Goodwin gegründet, um Autoversicherungen direkt an Bundesregierungsmitarbeiter und ihre Familien zu vermitteln.

## Werbung
Geico hat durch einige originelle Werbefilme eine hohe Wahrnehmung im US-Fernsehen erzielt. Dazu zählen unter anderem die Gecko-Werbung, die Neandertaler-Werbung (Caveman) und die 15-Minuten-online-Werbung. Der allgemeine Werbespruch lautet „fifteen minutes could save you fifteen percent or more on car insurance“ (15 Minuten können Ihnen 15 % und mehr bei Ihrer Autoversicherung sparen).
Bei der Geico-Gecko-Werbung handelt es sich um einen animierten Gecko, der mittlerweile das Maskottchen des Unternehmens ist. 
Die Neandertaler-Werbung war derart erfolgreich, dass eine Ablegerserie für den Sender ABC entwickelt wurde. In dieser Werbung werden Neandertaler gezeigt, die Flugreisen unternehmen, mit dem Handy telefonieren oder als Regieassistenten arbeiten und dabei ständig mit dem allgemeinen Bild der Öffentlichkeit über Neandertaler von hoher Rückständigkeit konfrontiert sind. Die Werbung endet mit dem Werbespruch „Geico: So easy a caveman could do it“ (Geico: So einfach, das könnte sogar ein Höhlenmensch). 
Die 15-minütige Online-Werbung parodiert typische Youtube Unsinnsvideos und endet mit dem Werbespruch „There may be better ways to spend 15 minutes online“ (Es gibt bessere Arten, 15 Minuten online zu verbringen).
In einem 2010 veröffentlichten Werbespot wirkte Warren Buffett im typischen Bühnenoutfit von Axl Rose, Sänger der Rockband Guns N’ Roses, mit und erzielte damit speziell in den US-Medien beträchtliche Resonanz.